# Aulus Licini Àrquies
Aulus Licini Àrquies (llatí: Aulus Licinius Archias; grec antic: Ἀρχίας) va ser un poeta grec d'Antioquia de Síria on va néixer sobre l'any 120 aC.
És mencionat per Ciceró al Pro Archia Poeta. Era amic de la família dels licinis i en va adoptar el nomen, mantenint el seu nom grec al lloc del cognomen. Es va establir a Roma el 102 aC. Va acompanyar a Lucul·le a Sicília i després també durant el seu desterrament a Heraclea de Lucània lloc on va ser enviat per la manera en què havia portat la guerra dels esclaus. Després el va seguir a Àsia i a Àfrica i altre cop a Àsia a la guerra contra Mitridates VI Eupator.
Va escriure un poema dedicat a Gai Màrius per la victòria contra el cimbres i un a Ciceró pel seu consolat (escrit l'any 61 aC). Va escriure altres epigrames alguns dels quals s'han conservat a l'Antologia grega, però no són molt importants.